# しかまろくん
しかまろくんは、奈良県奈良市の奈良市観光協会のマスコットキャラクターである。

## 概要
デザインは、奈良市杉岡華邨書道美術館の学芸員の手による。モチーフは奈良の鹿で、名前は「麻呂眉毛」と呼ばれる眉毛に由来する。
2011年に奈良市の観光マップや情報誌に使用され、2013年に奈良市観光協会のマスコット公式キャラクターとなった。
2018年現在は、奈良市の市政広報動画にも起用されており、多くの鹿をモチーフとしたキャラクターを生み出してきた奈良市において2019年現在「おそらく一番露出度が高い」鹿キャラクターという指摘もなされている。

## プロフィール
以下は奈良市観光協会ウェブサイトによる。
- 性別:男の子
- 性格:のんびりや
- 好きな食べ物:鹿せんべい
- 好きな場所:奈良公園
- 誕生日:4月6日